# Metasekvoje v Oldřišově
Metasekvoje v Oldřišově, nazývaná také Metasekvoje čínská v Oldřišově, je památný strom metasekvoje čínská (Metasequoia glyptostroboides) na ulici Úzká ve vesnici Oldřišov v okrese Opava v Opavské pahorkatině v Moravskoslezském kraji.

## Další informace
Dle
| Výška (m):                       | 17 (dle údajů z roku 2009)                        |
| Výška koruny (m)                 | 15                                                |
| Šířka koruny (m)                 | 12                                                |
| Obvod kmene (m):                 | 2,7 ve výčetní výšce (dle údajů z roku 2009)      |
| Ochranné pásmo:                  | kruh o poloměru 10× průměr kmene ve výčetní výšce |
| Datum prvního vyhlášení ochrany: | 18. listopadu 2009                                |

Strom se nachází na soukromém pozemku před rodinným domem. U kmene stromu je malá kaplička zasvěcená svatém Ambroži - patronu včelařů.

## Galerie

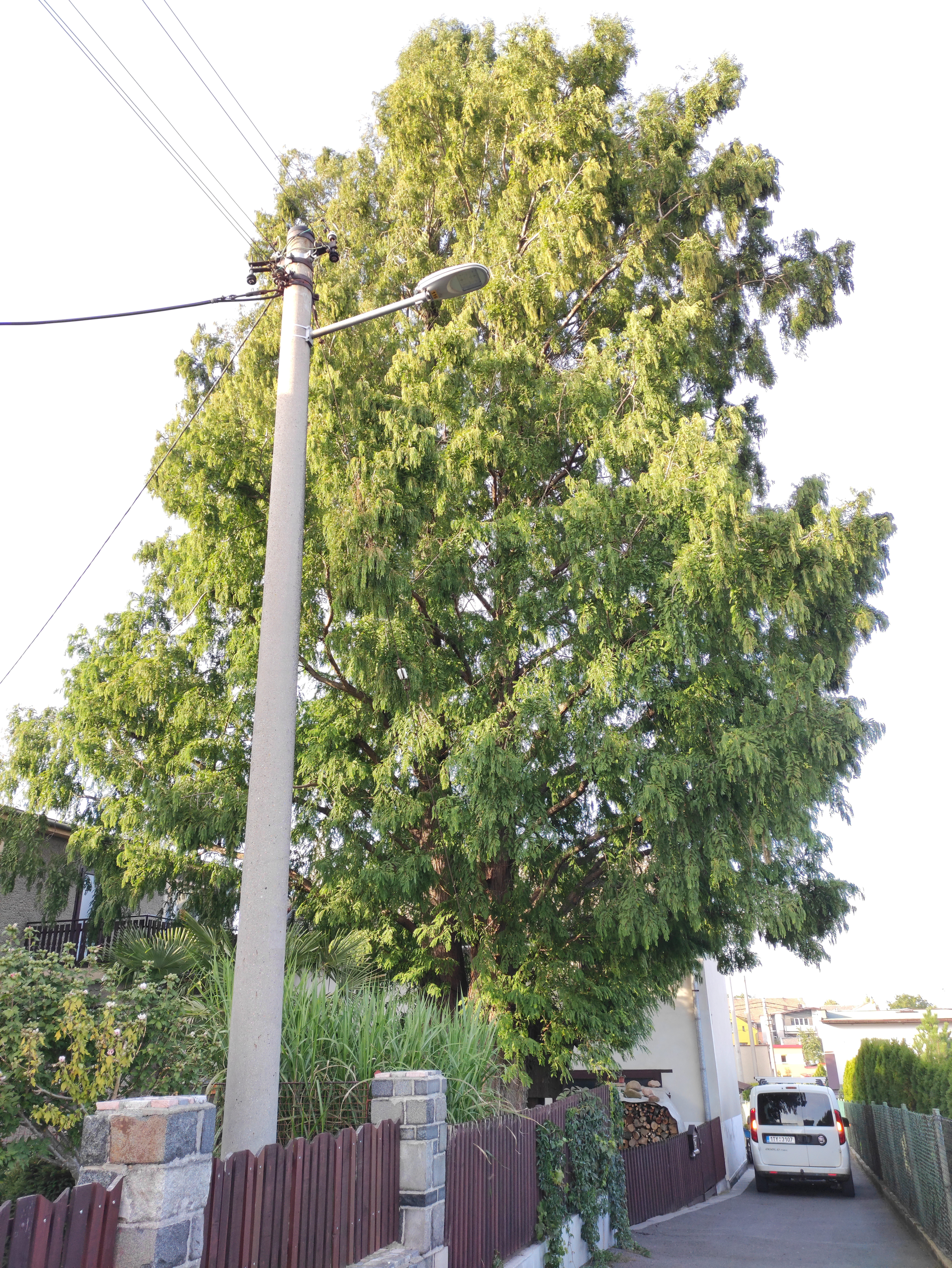
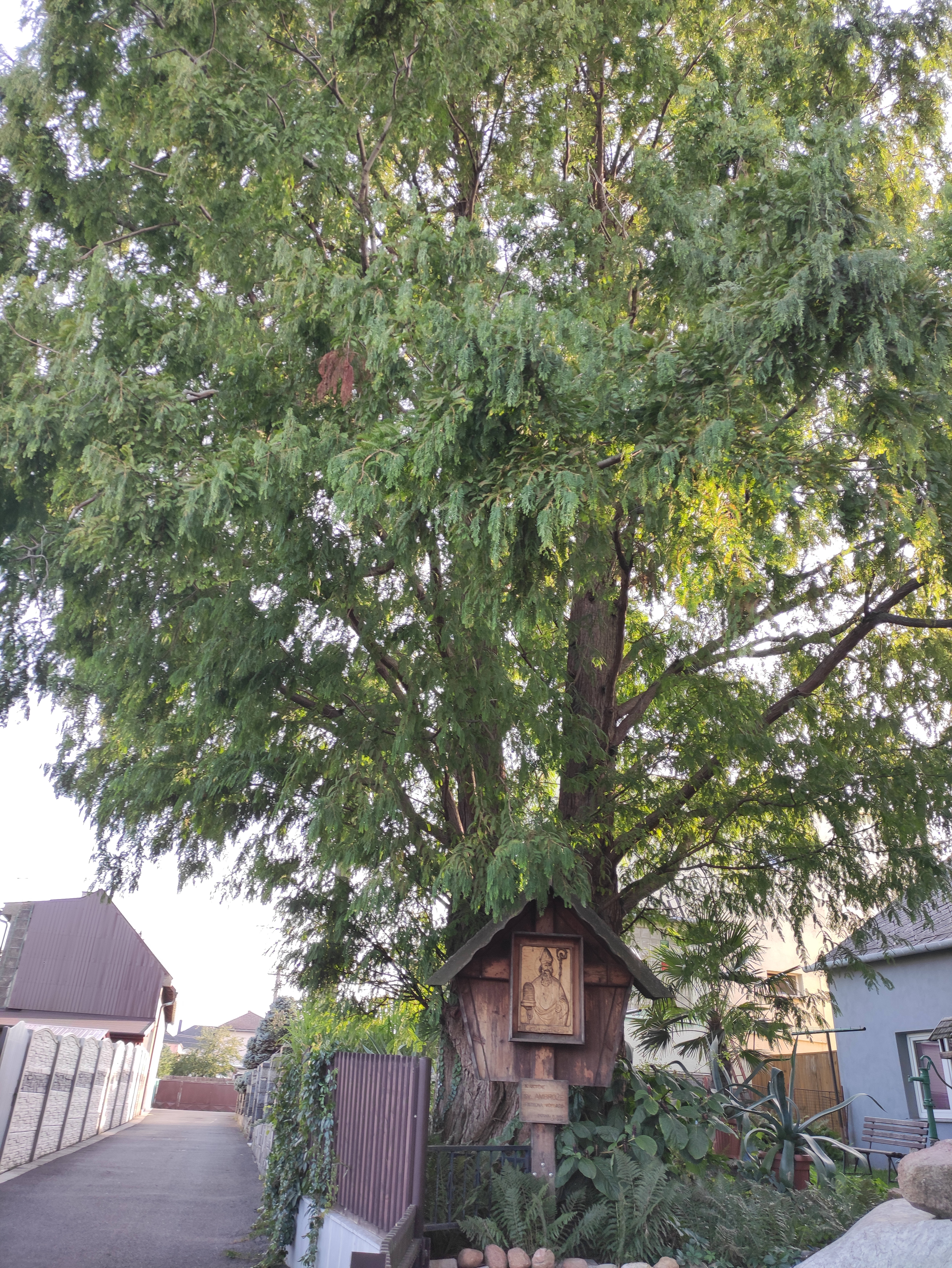